# 克拉马托尔斯克车站
克拉马托尔斯克（羅馬化：Kramatorsk）是位於烏克蘭頓內次克州克拉马托尔斯克的一座鐵路車站，於1868年啟用，目前的車站建築於1952年完工。

## 事件
2022年4月8日，俄乌战争期间，克拉馬托爾斯克車站遭到空袭。根据报道，空袭造成至少50人死亡，约有87-300人受伤。